# Chrysler Aspen
La Chrysler Aspen è una Sport Utility Vehicle, introdotta dalla Chrysler nel fine 2006 ed uscita di produzione nel 2009. È una versione della Dodge Durango sottoposta ad un'operazione di "Badge Engineering"  in versione Lusso. È la prima SUV della Chrysler e con la sua introduzione tutte le case automobilistiche statunitensi hanno una SUV nella propria gamma.
L'automobile è stata presentata al North American International Auto Show di Detroit del 2006. È disponibile solo nell'allestimento Limited, con 8 posti. Presenta ampie possibilità di personalizzazione. La trazione è posteriore o integrale.

## Motori
Può montare tre motori un 4.7L che può andare ad E85, un 4.7L a benzina (per gli stati in cui l'E85 non soddisfa le leggi anti-inquinamento), e il 5.7L Hemi. Tutti i motori sono ad 8 cilindri a V. Nel 2009 era previsto il lancio di una versione ibrida (benzina/elettrico) della 5.7L, sviluppata in collaborazione con General Motors e BMW, in grado di abbassare il consumo di carburante del 40% nella guida cittadina e del 25% nella guida autostradale. Tuttavia questa versione non entrerà mai in produzione in seguito al fallimento della stessa Chrysler, di conseguenza la Aspen esce di produzione insieme alla sorella Durango, quest'ultima sostituita nel fine 2010 dalla terza generazione; la Aspen invece non avrà eredi. 
| Modello | Tipo        | Potenza (kW/CV) | cilindrata (cm³) | Consumo cittadino (Miglia/Gallone) |
| ------- | ----------- | --------------- | ---------------- | ---------------------------------- |
| 4.7L V8 | benzina/E85 | 224/303         | 4703             | 14                                 |
| 4.7L V8 | benzina     | 224/303         | 4703             | 14                                 |
| 5.7L V8 | benzina     | 248/335         | 5654             | 14                                 |

Dati riferiti alla versione 4x4(5.7L), e alla versione 4x2(4.7L).